# Comuna Pișcea, Șațk
Pișcea (în ucraineană Піща) este o comună în raionul Șațk, regiunea Volînia, Ucraina, formată din satele Kameanka, Ostrivea, Pișcea (reședința) și Zatîșșea.

## Demografie
Componența lingvistică a satului Pișcea
     Ucraineană (98,65%)
     Alte limbi (1,35%)
Conform recensământului din 2001, majoritatea populației satului Pișcea era vorbitoare de ucraineană (98,65%), existând în minoritate și vorbitori de alte limbi.